# Hansruedi Fuhrer
Hansruedi Fuhrer (Bern, 24 december 1937) is een Zwitsers voormalig voetballer die speelde als Verdediger.

## Carrière
Fuhrer speelde de eerste zeven seizoenen van zijn carrière voor BSC Young Boys met deze club speelde hij twee keer kampioen in 1959 en 1960. In 1966 vertrok hij naar Grasshopper waar hij drie seizoenen zou blijven spelen. Hij speelde nog een seizoen bij FC St. Gallen waarna hij stopte met voetballen.
Fuhrer speelde negentien interlands voor Zwitserland, met zijn land nam hij deel aan het WK 1966 in Engeland.
Na zijn spelerscarrière was hij een seizoen coach van FC St. Gallen.

## Erelijst
- BSC Young Boys
  - Landskampioen: 1959, 1960